# Noriyuki Sakemoto
Noriyuki Sakemoto (jap. 酒本 憲幸 Sakemoto Noriyuki; ur. 8 września 1984) – japoński piłkarz występujący na pozycji pomocnika. Obecnie występuje w Cerezo Osaka.

## Kariera klubowa
Od 2003 roku występował w klubie Cerezo Osaka.